# Lionel Terray

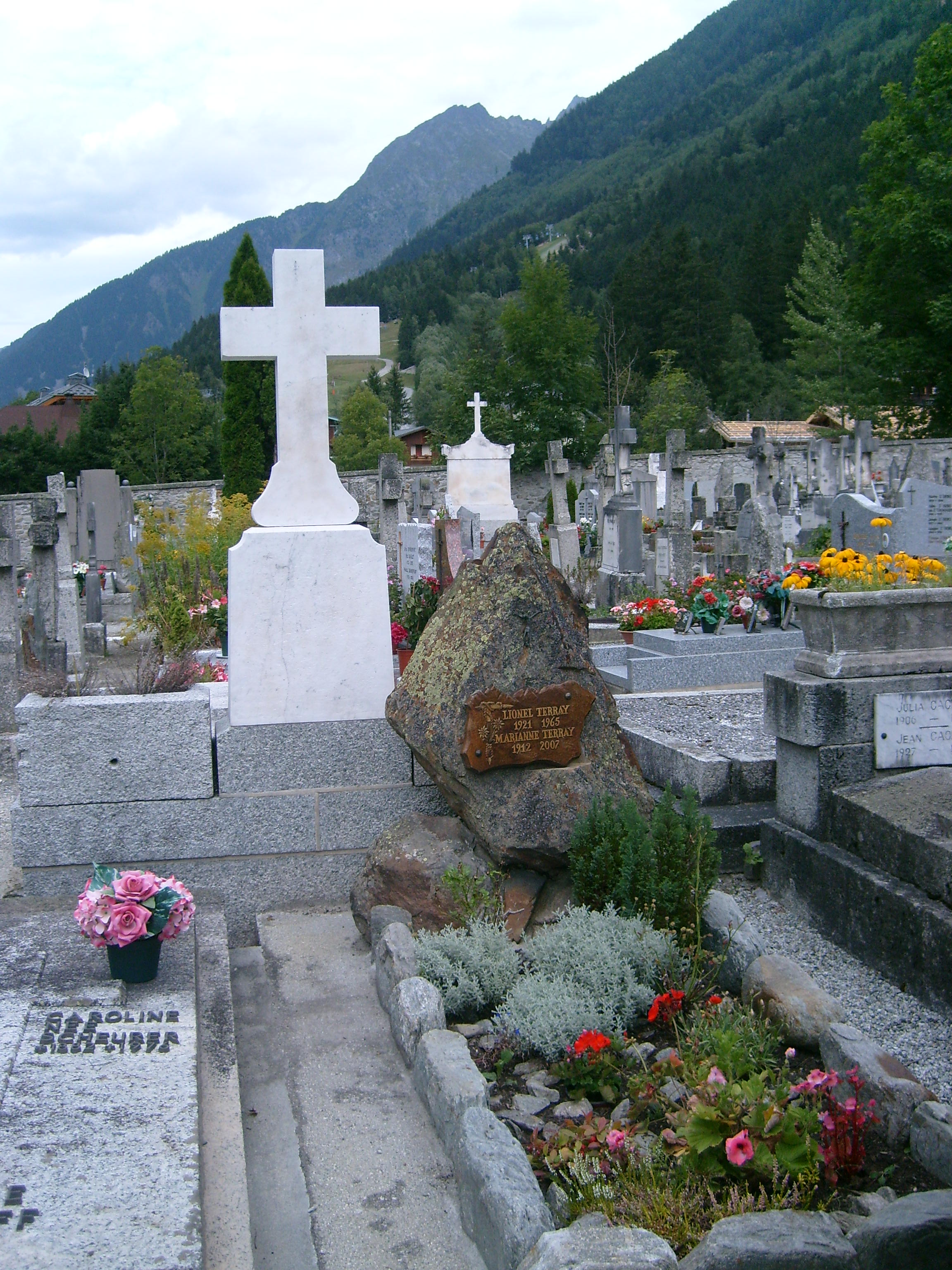
Grób Lionela i Marianne Terray

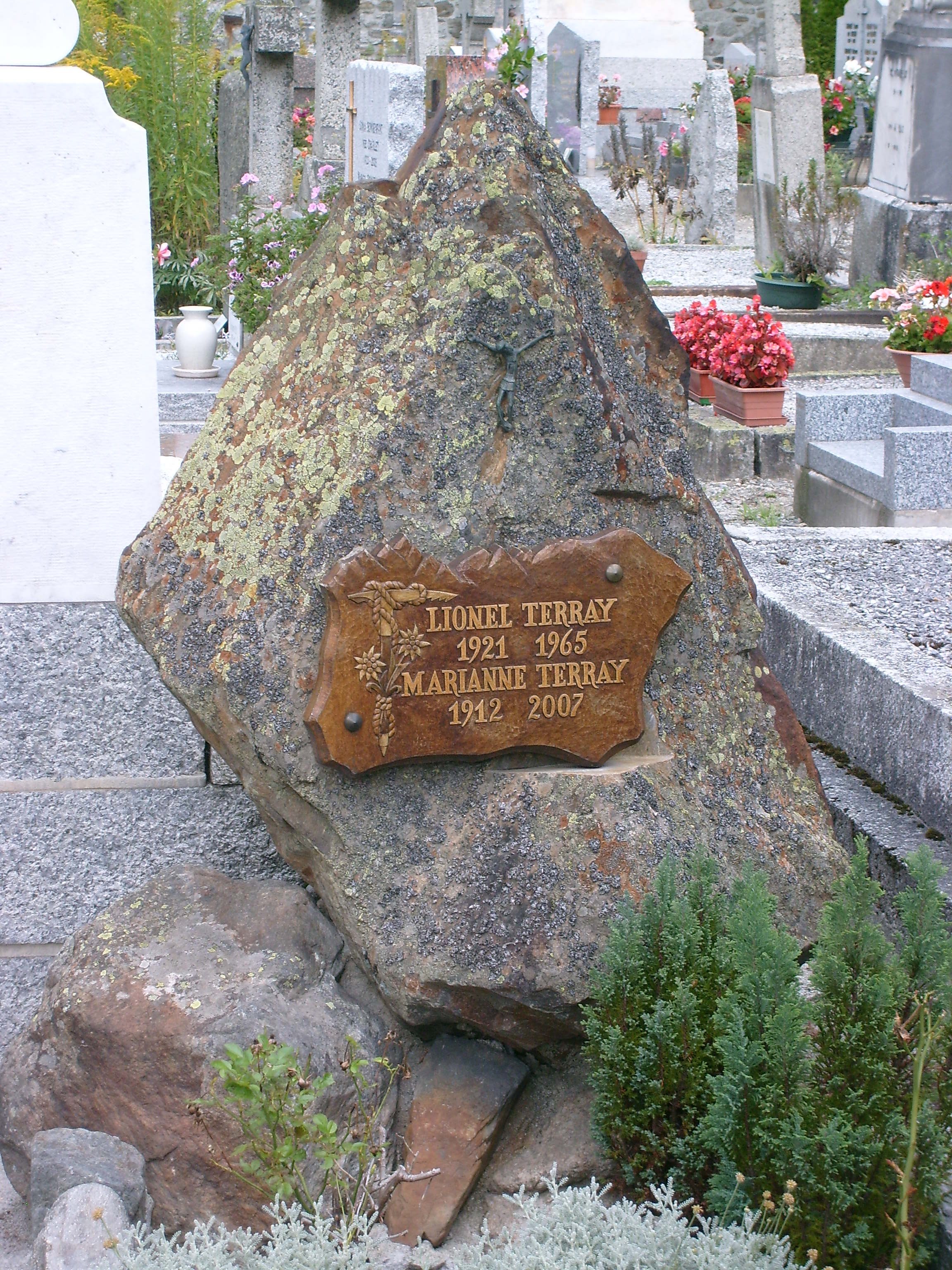
Grób Lionela i Marianne Terray

Lionel Terray (ur. 25 lipca 1921 w Grenoble, zm. 19 września 1965 w Vercors) – francuski wspinacz, przewodnik górski i instruktor narciarstwa. Jest autorem licznych pierwszych wejść na szczyty w Alpach, Andach i Himalajach.

## Życiorys
Podczas II wojny światowej służył w alpejskich oddziałach dywersyjnych, tzw. Kompanii Stefana, walcząc przeciwko wojskom niemieckim. Po wojnie pracował m.in. jako instruktor w Wysokogórskiej Szkole Wojskowej (EMHM) oraz Państwowej Szkole Narciarstwa i Alpinizmu (ENSA) w Chamonix.
W 1945 poznał Louisa Lachenala, wspólnie z którym przeszedł wiele trudnych dróg w Alpach, m.in. północną ścianę Eigeru.
W 1950  gdy po kilkuletnich staraniach doszła do skutku pierwsza francuska wyprawa na szczyt ośmiotysięczny, w grupie wyselekcjonowanych wspinaczy znalazł się również Terray. Początkowo członkowie ekspedycji rozpatrywali możliwość zdobycia Dhaulagiri, ostatecznie skupili jednak swoje wysiłki na Annapurnie. 5 czerwca 1950 r. szczyt zdobyło dwóch członków wyprawy – Maurice Herzog i Louis Lachenal. Terray, wytypowany do drugiego zespołu szturmowego, nie miał okazji zaatakować szczytu ze względu na konieczność sprowadzenia na dół poodmrażanych kolegów.
W roku 1952 wziął udział we francuskiej ekspedycji do Ameryki Południowej. W jej ramach dokonał wraz z Guido Magnone pierwszego wejścia na szczyt Fitz Roy w Patagonii, wszedł także na Aconcaguę.
Tego samego roku wraz z Holendrami Tomem De Booy i Keesem Egelerem wyruszył w Andy Peruwiańskie. Dokonali oni wspólnie wejść na dziewicze szczyty Nevado Pongos i Nevado Huantsan.
W roku 1954 wziął udział w rekonesansowej wyprawie pod Makalu, gdzie wspiął się na jego dwa poboczne wierzchołki – Kangchungtse (7678 m) i Chomo Lonzo (7804 m). Rok później, 15 maja 1955 r. wraz z Jeanem Couzy stanęli jako pierwsi na głównym wierzchołku Makalu (8485 m).
Rok 1956 przyniósł kolejne sukcesy w Andach. Wyprawa organizowana przez Terraya zdobyła 5 poważnych wierzchołków, w tym m.in. zachodni wierzchołek dziewiczego jeszcze wtedy Chacraraju (6112 m), Taullijaru (5830 m).
W roku 1957 brał udział w skomplikowanej akcji ratowniczej na Eigerze, dzięki której udało się uratować włoskiego alpinistę Claudio Cortiego, wspinającego się wraz z partnerami słynną północną ścianą.
W r. 1958 Terray zagrał główną rolę w słynnym filmie Marcela Ichaca „Gwiazdy w południe" (fr. Les Etoiles de Midi).
W 1962 r. kierował m.in. zwycięską wyprawą na Jannu, wspinał się ponownie w  Cordillera Blanca (wschodni wierzchołek Chacraraju, 6020 m n.p.m.) i sprawował techniczna opiekę nad  holenderską wyprawą na Nilgiri (7061 m n.p.m.). W 1964 r. kierował wyprawą w góry Alaski, podczas której z Markiem Martinettim zdobył Mount Huntington.
Zginął 19 września 1965 r. podczas wspinaczki z M. Martinettim 400-metrową, wapienną ścianą Gerbier w masywie Vercors (już po przejściu najtrudniejszej jej partii), niedaleko rodzinnego miasta Grenoble. Jego grób znajduje się na cmentarzu w Chamonix. W 2007 roku w wieku 89 lat zmarła jego małżonka Marianne Terray.
„Jeśli naprawdę żaden serak, żaden kamień, żadna szczelina nie czekają na mnie gdzieś na świecie, by zatrzymać bieg mego życia, nadejdzie dzień, kiedy stary i zmęczony odnajdę spokój pomiędzy zwierzętami i kwiatami. Koło zamknie się i wreszcie zostanę prostym pastuchem, którym tak bardzo chciałem być w dzieciństwie! …” – tak pisał w swojej książce „Niepotrzebne zwycięstwa”.

## Osiągnięcia wspinaczkowe
- 1946 – filar Walkera na północnej ścianie Grandes Jorasses (4208 m) i północna ściana Les Droites (4000 m) pokonana w 8 godzin.
- 14–16 lipca 1947 – drugie przejście północnej ściany Eigeru (3970 m)
- 1947 – trzecie wejście północną ścianą Nant Blanc na Aiguille Verte (4122 m)
- 1950 – udział w wyprawie na Annapurnę – pierwszej w historii wyprawie na ośmiotysięcznik zakończonej sukcesem
- 1952 – pierwsze wejście na Fitz Roy (3405 m). Zdobycie Aconcagui (6962 m)
- 1952 – pierwsze wejścia na Nevado Pongos (5710 m) i Nevado Huantsán (6395 m)
- 1954 – pierwsze wejścia na Kangchungtse (7678 m) Chomo Lonzo (7804 m)
- 1955 – pierwsze wejście na Makalu (8463 m)
- 1956 – pierwsze wejścia na Chacraraju (6112 m), Taullijaru (5830 m), Nevado Veronica (5822 m) i Nevado Humantay (5917 m) oraz drugie na Nevado Salcantay (6271 m)
- 1962 – drugie wejście na Jannu (7710 m)
- 1964 – pierwsze wejście na Mount Huntington (3731 m)

## Filmy
- Gwiazdy w południe (tytuł oryginalny: Les Étoiles de midi) – reż. Jacques Ertaud i Marcel Ichac, 1959.
- Niepotrzebne zwycięstwa (tytuł oryginalny: Les Conquérants de l'inutile), reż. Michel Polac, 1976.